# Таллыкуль (Шаранский район)
Таллыку́ль (баш. Таллыкүл) — деревня в Шаранском районе Республики Башкортостан Российской Федерации. Входит в состав Зириклинского сельсовета.

## География

### Географическое положение
Расположена на левом берегу реки Сюнь, у впадения туда речки Зириклинка. Расстояние до:
- районного центра (Шаран): 28 км,
- центра сельсовета (Зириклы): 3 км,
- ближайшей ж/д станции (Туймазы): 35 км.

## История
Возникла в 1931 году, с 1935 года в составе вновь образованного Шаранского района.
В 1939 году в деревне Таллы-Куль Зириклинского сельсовета Шаранского района 287 жителей (132 мужчины, 155 женщин).
В 1959 году в деревне Таллыкуль 119 жителей (54 мужчины, 65 женщин).
В 1963—64 годах деревня входила в состав Туймазинского сельского, в 1964—67 годах — Бакалинского районов, затем вновь в Шаранском районе.
В 1970 году — 87 человек (38 мужчин, 49 женщин).
В 1979-м — 54 жителя (22 мужчины, 32 женщины).
В 1989 году — 38 жителей (20 мужчин, 18 женщин).
В 2002 году — 39 человек (21 мужчина, 18 женщин), татары (67 %) и башкиры (31 %).
В 2010 году — 14 человек (8 мужчин, 6 женщин).
Деревня электрифицирована и газифицирована.

## Население
| 2002 | 2009 | 2010 |
| ---- | ---- | ---- |
| 39   | ↘33  | ↘14  |